# NGC 7730
NGC 7730 é uma galáxia espiral (S?) localizada na direcção da constelação de Aquarius. Possui uma declinação de -20° 30' 32" e uma ascensão recta de 23 horas, 40 minutos e 45,8 segundos.
A galáxia NGC 7730 foi descoberta em 1877 por Ernst Wilhelm Leberecht Tempel.